# Memoriale del campo di concentramento di Dachau

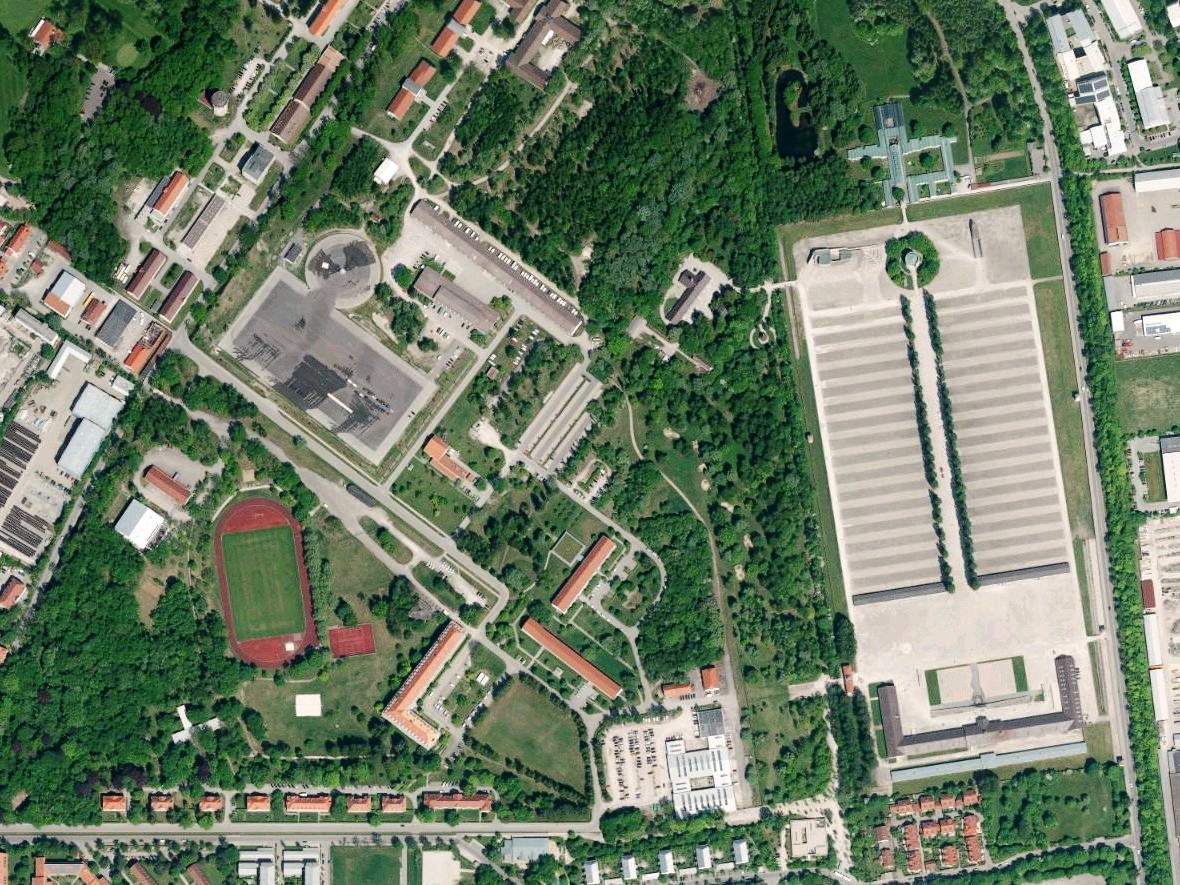
Vista aerea del sito - sud (in basso), nord (in alto) - a est il campo di concentramento vero e proprio (a nord il monastero) e a ovest il complesso di caserme delle SS (oggi sede della polizia antisommossa bavarese).

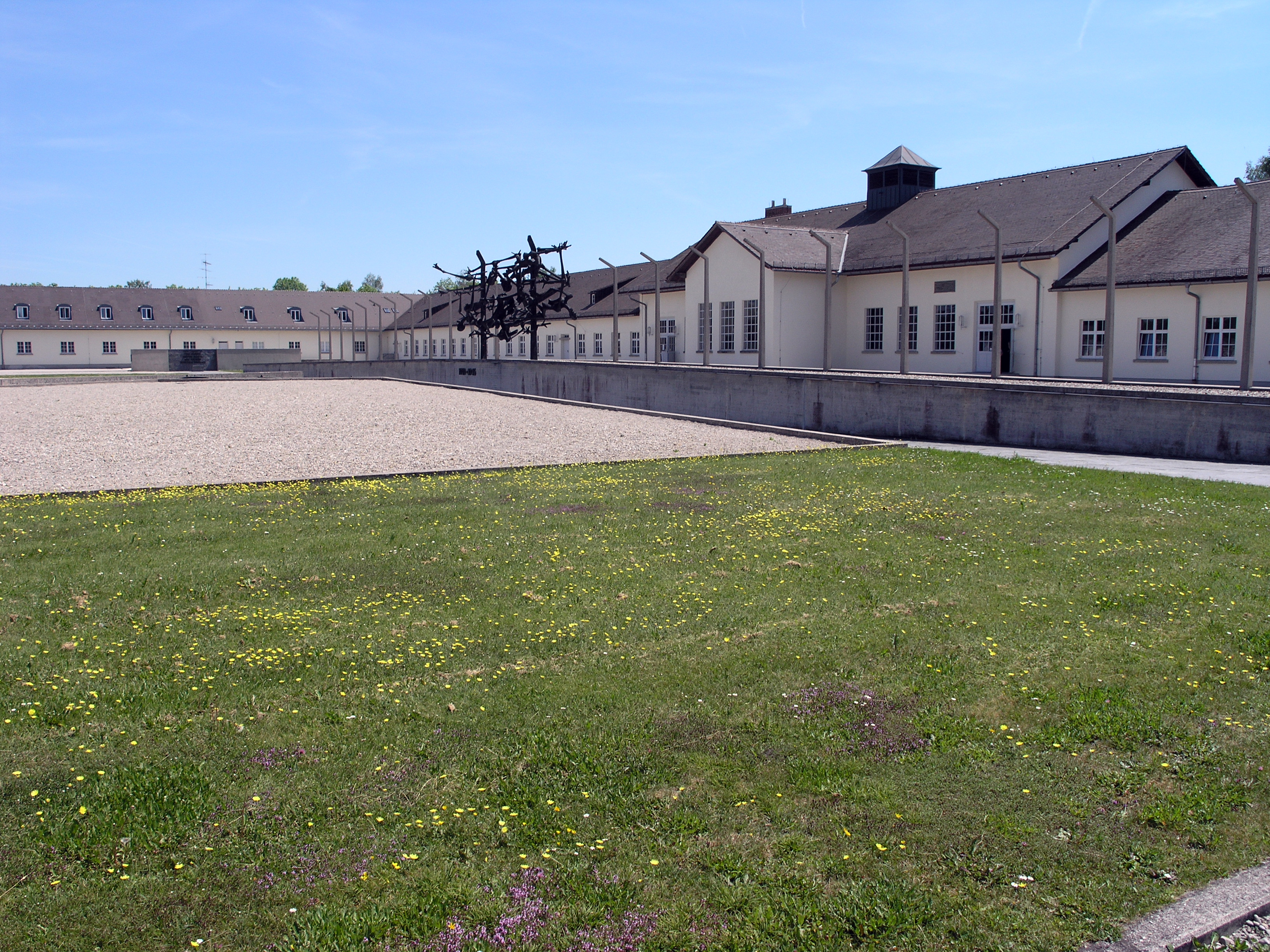
Il monumento commemorativo di oggi (ex edificio agricolo).

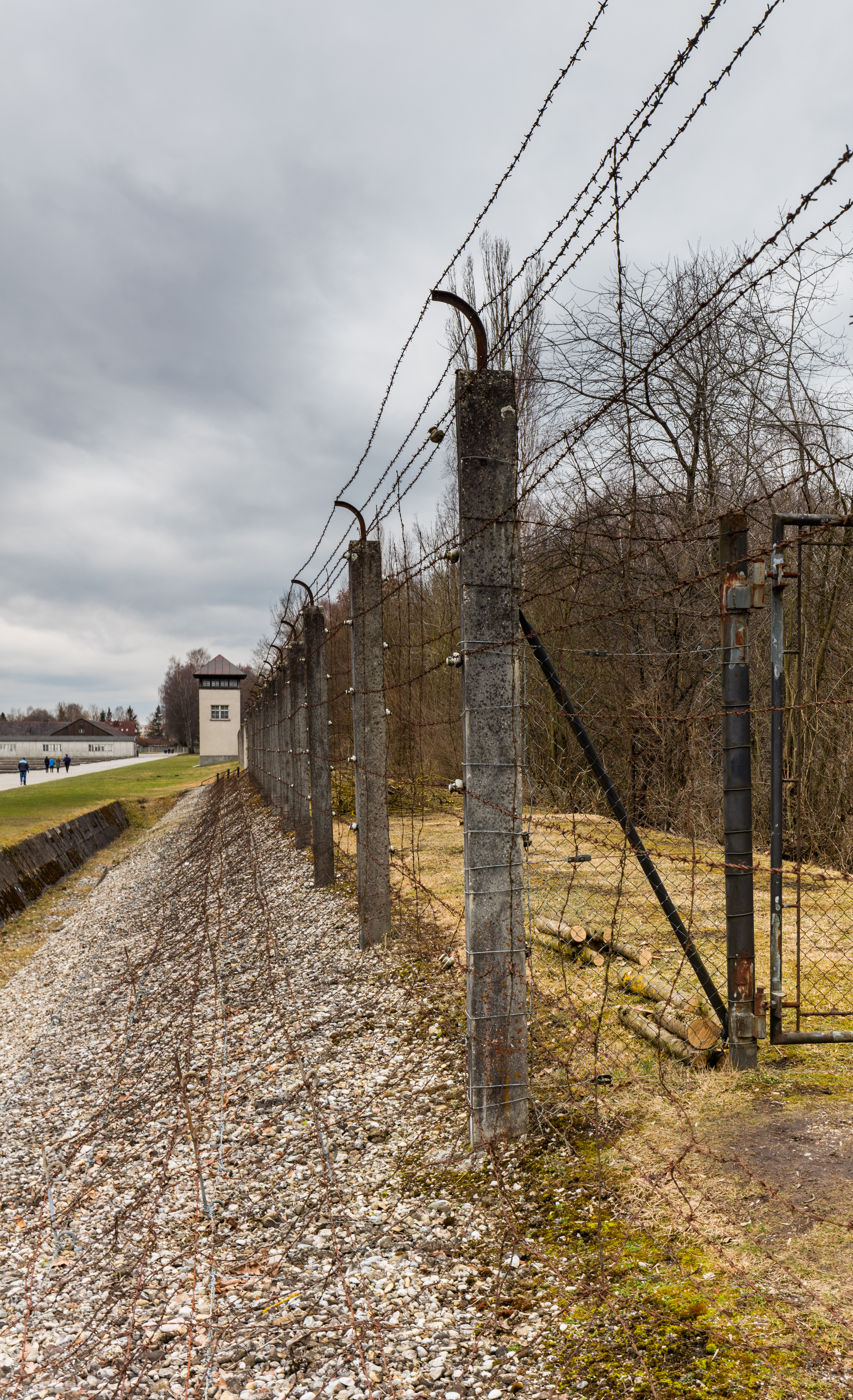
Recinzione con filo spinato. Davanti alla torre di controllo un'uscita verso est, attraverso il muro di cemento sulla vecchia strada romana.

Il Memoriale del campo di concentramento di Dachau si trova a Monaco di Baviera, al confine con Dachau. Istituito il 5 maggio 1965 come luogo del ricordo sul sito dell'ex campo di concentramento di Dachau, è visitato ogni anno da circa un milione di persone provenienti da tutto il mondo. Dal 2003 è gestito dalla Fondazione bavarese dei memoriali. L'archivio e parte dell'esposizione si trovano nell'ex edificio agricolo del campo

## Memoriale del campo di concentramento principale di Dachau

### Storia

#### 1945-1955
Il 1º maggio 1945 gli ex prigionieri si riunirono sul piazzale dell'appello per celebrare il "Giorno della liberazione, dell'amicizia e della fraternità". Organizzati per nazionalità, tenevano striscioni con gli slogan della Comunità Internazionale del Campo: "Mai più fascismo! Mai più la guerra!"
Nel 1945 i sopravvissuti allestirono un piccolo memoriale nell'ex crematorio del campo di Dachau, cosa che si rivelò una spina nel fianco per molti: nel giugno 1955, ad esempio, il consiglio distrettuale della CSU di Dachau chiese la demolizione del crematorio. All'epoca il sito era utilizzato come campo profughi e gli sfollati erano ospitati nelle ex caserme dei prigionieri.

#### 1955-1965
Nel maggio 1955, in occasione del 10º anniversario della liberazione, si tenne un incontro internazionale degli ex prigionieri. L'amministratore del distretto di Dachau Heinrich Junker chiese la demolizione del crematorio. Il Comité International de Dachau, invece, propose di costruire sul sito dell'ex campo un monumento commemorativo dignitoso.
Nel 1960 nell'edificio dell'ex crematorio fu allestito un museo temporaneo. Inizialmente si era pensato di designare come sito commemorativo solo il crematorio e le fosse comuni nel cimitero della foresta e nel cimitero del campo di concentramento di Dachau-Leitenberg. Nello stesso anno l'arcidiocesi di Monaco e Frisinga costruì la cappella Todesangst-Christi, consacrata dal vescovo ausiliare Neuhäusler in occasione del 37º Congresso eucaristico mondiale a Monaco di Baviera il 5 agosto. Da allora "è un luogo di pellegrinaggio per decine di migliaia di persone provenienti da tutto il mondo".
Nel 1964 fu costruito il convento carmelitano del Santo Sangue dei Carmelitani Scalzi, al cui cortile interno si accede attraverso l'ex torre di guardia del campo di concentramento.

#### 1965–1975
Nel 1965, in occasione del 20º anniversario della liberazione del campo, vi si recarono oltre 600 ex prigionieri provenienti da 14 paesi europei.
Nel 1965 l'iniziativa riuscì a far nascere il memoriale nella sua forma attuale. Il Consiglio della gioventù bavarese, il DGB e l'allora sindaco di Monaco Hans-Jochen Vogel portarono avanti una campagna a favore del sito commemorativo. Tra gli altri sostenitori vi furono Otto Kohlhofer, Alois Hundhammer, Johannes Neuhäusler e Leonhard Roth. Le caserme originarie furono demolite per le loro condizioni fatiscenti e sono state modellate in cemento le sagome delle 32 baracche. La chiesa protestante della Riconciliazione e il memoriale ebraico furono eretti nel 1967. L'ex linea ferroviaria tra la stazione di Dachau e il memoriale è stata designata come "Sentiero della Memoria". L'8 settembre 1968 sull'ex piazza dell'appello fu inaugurato il Memoriale internazionale dell'artista jugoslavo Nandor Glid.

#### 1975-1995
Nella primavera del 1980 undici sinti e un assistente sociale intrapresero uno sciopero della fame presso il sito commemorativo di Dachau per attirare l'attenzione sull'antiziganismo delle autorità tedesche. Dopo otto giorni, nella sala comune della chiesa della Riconciliazione, lo sciopero fu revocato, ma divenne un momento fondamentale per la fondazione del movimento per i diritti civili di sinti e rom in Germania.
L'11 settembre 1987, l'ultimo giorno della visita di Erich Honecker nella Repubblica Federale Tedesca, Honecker e la sua delegazione si recarono in elicottero sul luogo della commemorazione, dove deposero una corona di fiori e parlarono con i sopravvissuti.
Nel 1994 i soldati dell'esercito russo che si ritiravano dalla Germania eressero la cappella ortodossa russa della Resurrezione di Nostro Signore in memoria delle vittime ortodosse (russi, bielorussi, ucraini, serbi, greci e altri) del nazionalsocialismo. A quest'opera, consacrata il 29 aprile 1995, partecipò anche l'ex prigioniero Gleb Rahr.

#### 1995-2005

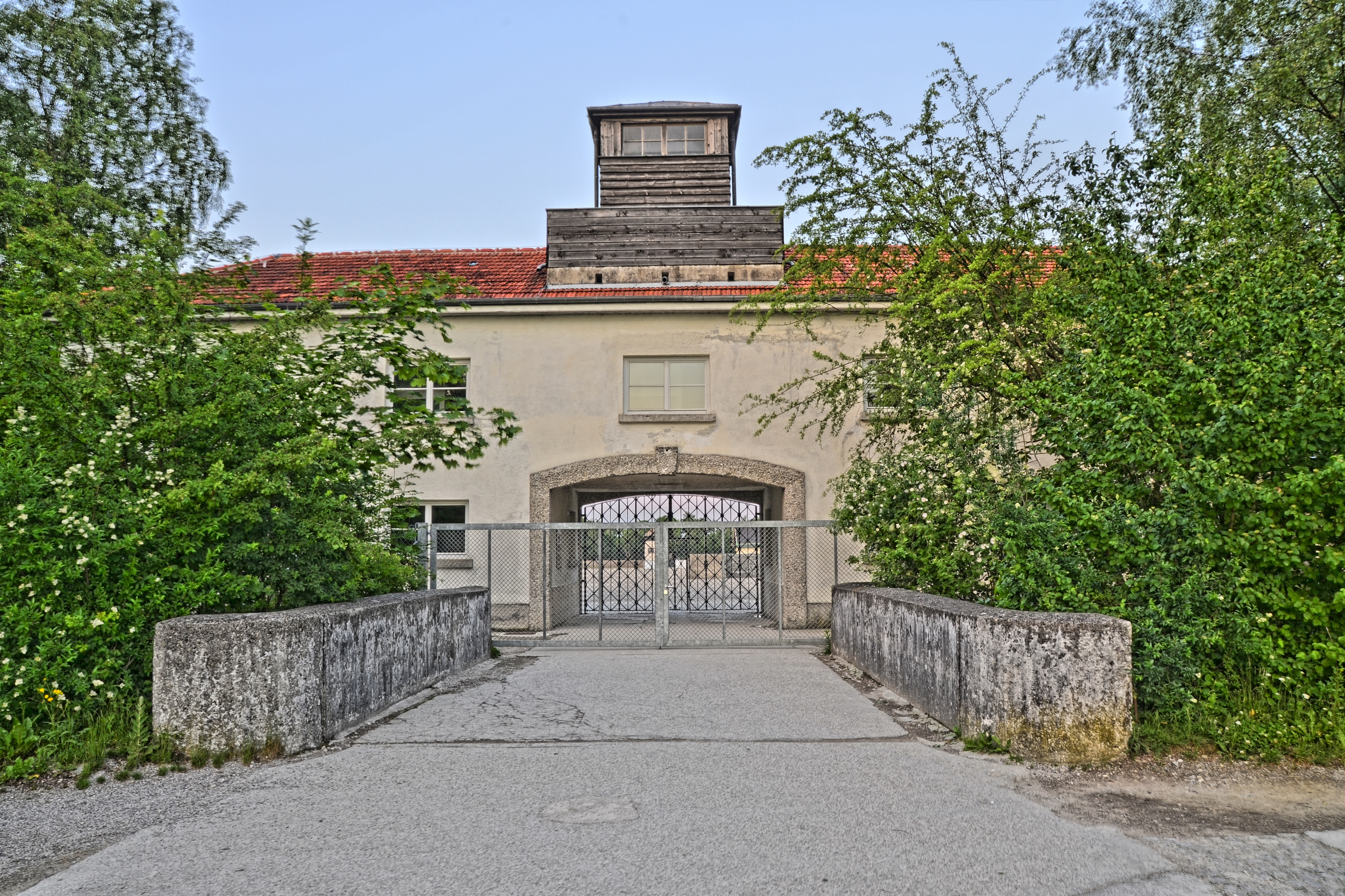
Jourhaus, ingresso al sito commemorativo dal 2005.

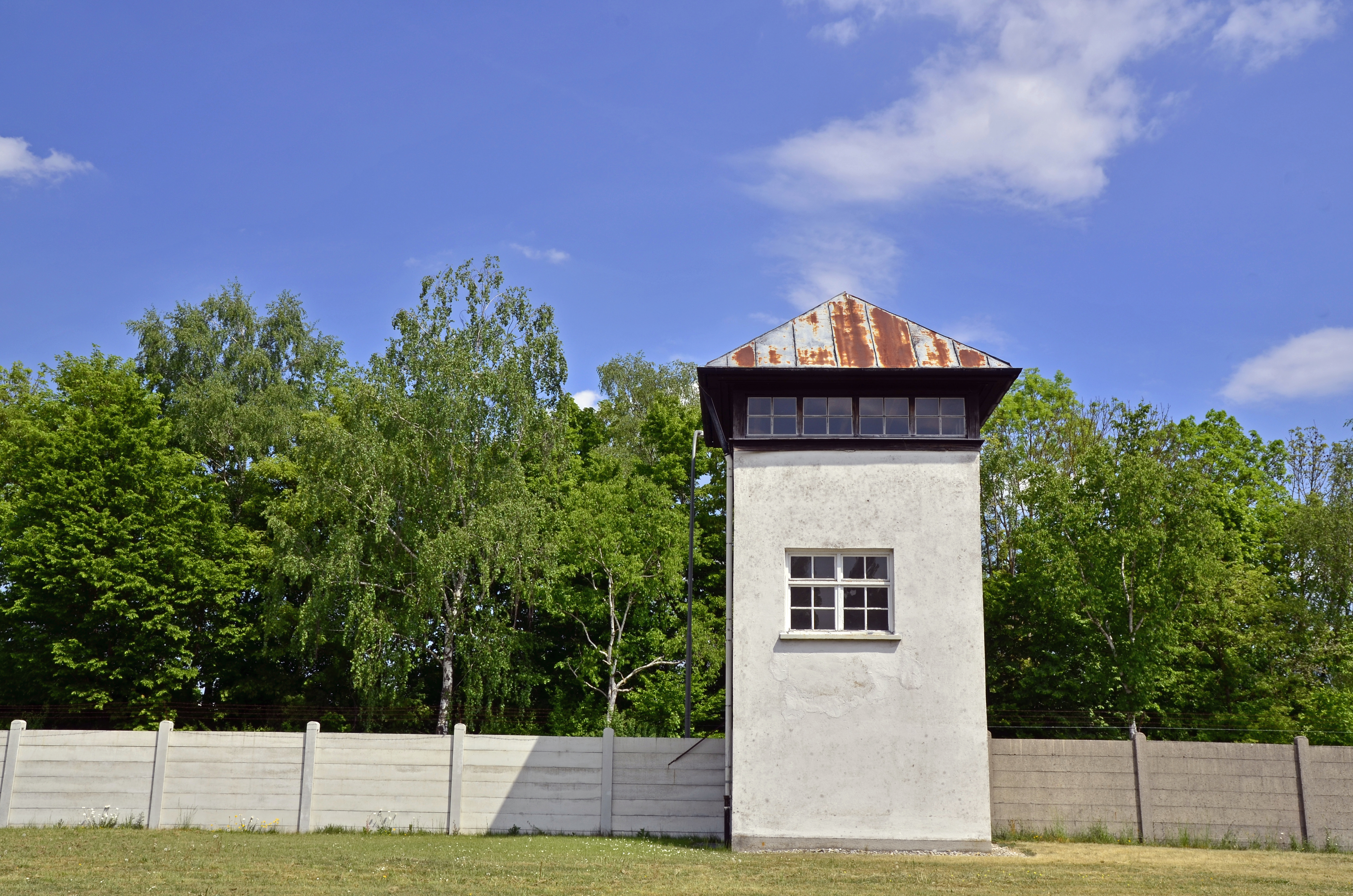
Una delle tre torri di guardia sul lato est del campo.

Nel 1995 il governo bavarese, in collaborazione con il Comité International de Dachau, invitò per la prima volta gli ex prigionieri alla cerimonia annuale della liberazione. Grazie ai cambiamenti politici nell'Unione Sovietica, molti sopravvissuti arrivarono anche dall'ex URSS.
Nel 1995 sul sito del più grande sottocampo del campo di concentramento di Dachau, a Kaufering, vicino a Landsberg am Lech, fu istituito il Memoriale europeo dell'Olocausto di Landsberg. Sempre nel 1995, Edmund Stoiber è stato il primo Ministro Presidente bavarese a tenere un discorso durante una cerimonia ufficiale di commemorazione presso il memoriale del campo di concentramento. Dopo l'evento nella Residenza di Monaco si è tenuto il ricevimento in onore degli ex prigionieri.
Tra il 1996 e il 2003 fu allestita una nuova mostra sulla storia del campo di concentramento di Dachau intitolata "Il cammino dei prigionieri". Nel 1998 a Dachau fu istituito un centro internazionale di incontro per i giovani.
Nel 2000 le ex celle di Georg Elser furono contrassegnate da un pannello informativo. Nel 2003 l'esposizione è stata ridisegnata. Ora è possibile visitare una replica di una baracca, il cui interno riflette quello dell'epoca del campo. La gestione del memoriale fu trasferita alla Fondazione bavarese dei memoriali, istituita dallo Stato libero di Baviera.
Ad aprile 2005 l'ingresso per i visitatori fu spostato dal lato est al cancello del campo presso la Jourhaus, che in precedenza era l'unico ingresso al campo. In occasione del 60º anniversario della liberazione il ministro presidente Edmund Stoiber, insieme al ministro federale dello Sviluppo Heidemarie Wieczorek-Zeul e al presidente del CID il generale André Delpech, inaugurò il nuovo ingresso, il cancello di ferro con la famigerata scritta "Arbeit macht frei".
Anche il concetto di museo fu ripensato: prima memoriale contro il regime nazista e luogo di ricordo per gli ex prigionieri, ora il sito è sempre più utilizzato come luogo internazionale di apprendimento e memoria, in particolare per i giovani visitatori. A causa del cambiamento generazionale e della prevedibile morte dei testimoni contemporanei rimasti, il lavoro commemorativo a Dachau sta subendo un profondo cambiamento.
Esiste un gran numero di associazioni e iniziative, oltre a periodici e pubblicazioni. Nel 1980 fu fondata l'associazione Arbeitsgemeinschaft zur Erforschung der Dachauer Zeitgeschichte e. V., oltre alla Würmtaler Bürgerinitiative - Gedenkzug Todesmarsch von Dachau. Nacque l'associazione Geschichtswerkstatt Mühldorf e. V., il cui primo libro fu pubblicato nel 2001.

#### Dal 2005

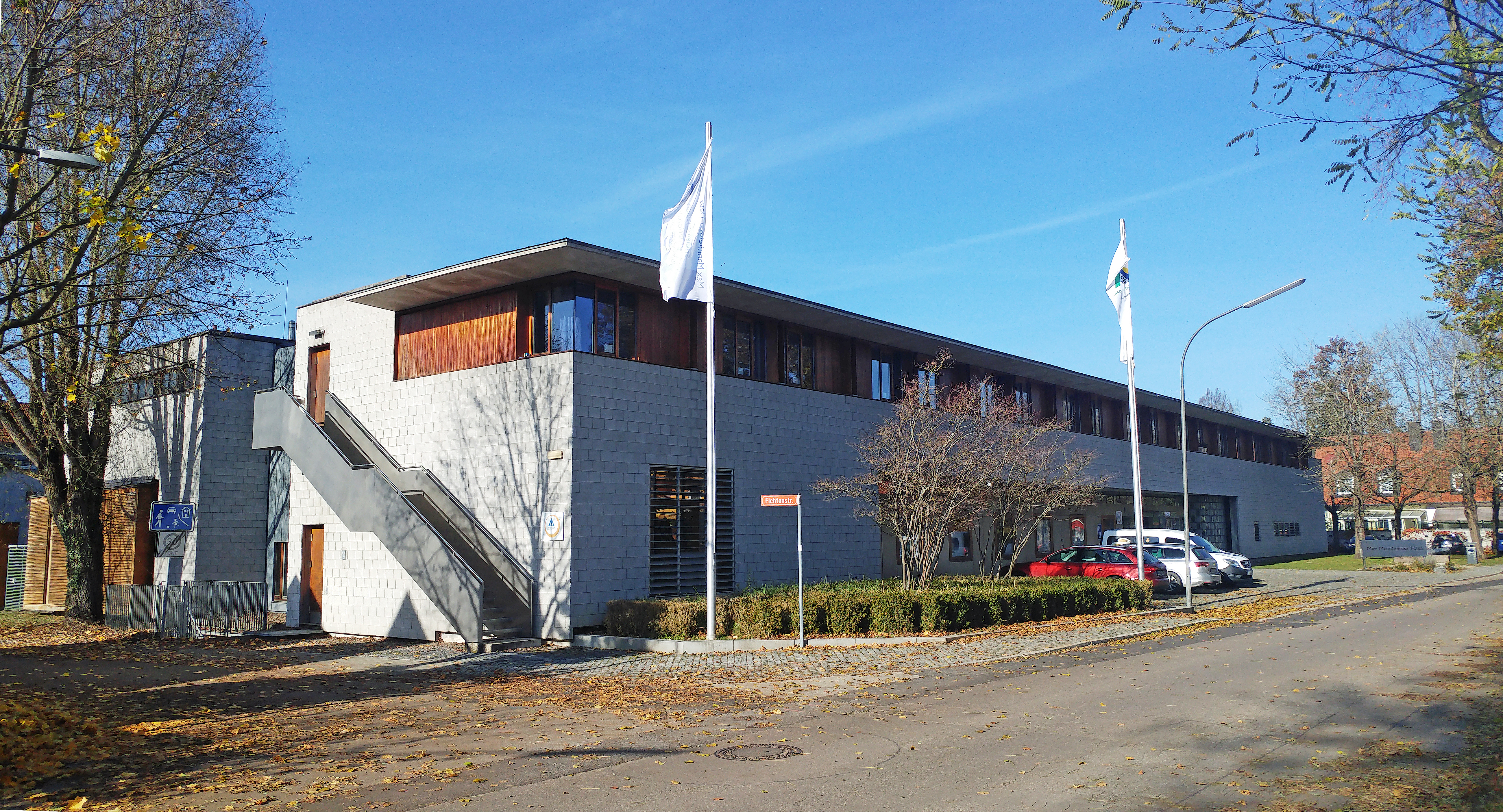
Centro studi della Casa Max Mannheimer e Casa Internazionale della Gioventù.

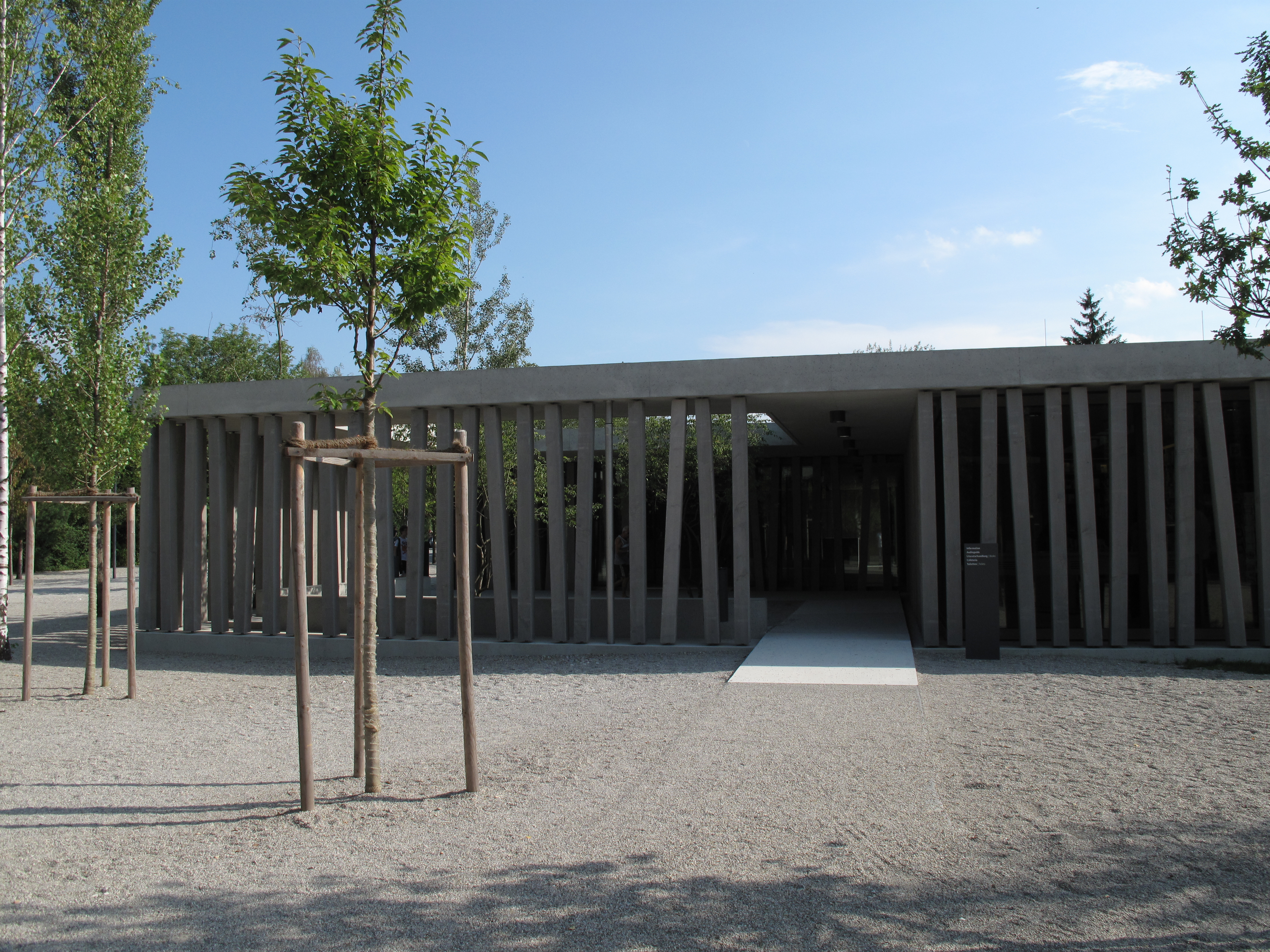
Centro visitatori del Memoriale del campo di concentramento di Dachau (aperto nel 2009).

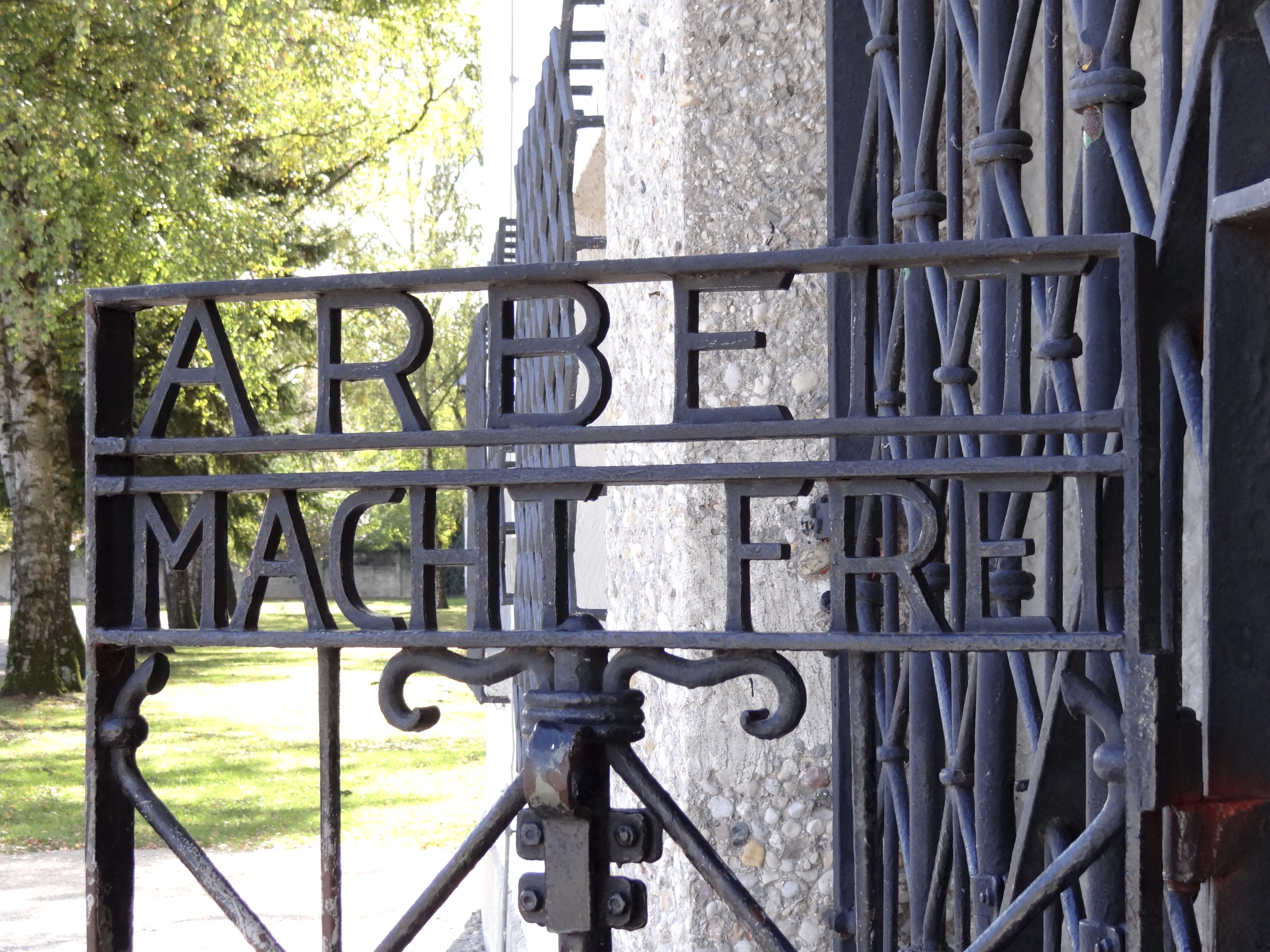
La porta rubata nel 2014.

Il 17 e 18 novembre 2006 a Norimberga si svolse la conferenza "I sottocampi in Baviera. Inventario e prospettive (Dachau, Flossenbürg, 200 sottocampi)", organizzata dalla Fondazione bavarese dei memoriali. Dal 19 al 26 novembre 2006 le "XX Giornate della cultura ebraica" trattarono la "Storia degli ebrei in Baviera", anche nel campo di concentramento di Dachau e nei campi satellite. Le giornate culturali furono sostenute dalla Società per la promozione della cultura e della tradizione ebraica, dalla cattedra di storia e cultura ebraica della LMU di Monaco e dal Centro statale bavarese per l'educazione politica.
La Fondazione collabora con la città di Dachau nell'assegnazione del Premio Dachau per il coraggio civile, che viene conferito dal 2005. Il nuovo centro visitatori del memoriale del campo di concentramento, la cui costruzione iniziò nel 2007, fu inaugurato il 30 aprile 2009.
Nel 2010, in occasione del 65º anniversario della liberazione, Horst Köhler visitò il Memoriale del campo di concentramento di Dachau per la prima volta come Presidente della Germania, il che ebbe un grande significato per i sopravvissuti: dalla fine della guerra, gli alti funzionari tedeschi si erano tenuti a distanza da questo luogo. "Era giunto il momento", disse Köhler, spiegando la sua presenza. In un appello contro l'oblio, rese omaggio agli instancabili sforzi di sensibilizzazione dei sopravvissuti. Anche il Presidente degli Stati Uniti Barack Obama sottolineò in un messaggio che l'eredità dei sopravvissuti deve essere onorata.
Nel 2014 la porta con la scritta Arbeit macht frei fu rubata da ignoti. Recuperata a Bergen, in Norvegia, nel dicembre 2016, tornò a Dachau il 22 febbraio 2017 e in futuro sarà esposta nell'esposizione permanente del museo.

### Organizzazione e manutenzione
La Fondazione bavarese dei memoriali gestisce due memoriali dei campi di concentramento di Dachau e Flossenbürg, si occupa dei campi satellite e, dal 2013, è anche responsabile dei 75 cimiteri dei campi di concentramento rimasti in Baviera. Oltre ai rappresentanti dello Stato, del governo federale, delle comunità locali come le chiese protestanti e cattoliche e le comunità religiose ebraiche, fanno parte del consiglio della Fondazione anche diverse associazioni di ex prigionieri, in particolare il Comité International de Dachau (CID). Un consiglio di amministrazione con funzione consultiva coinvolge altri gruppi sociali che hanno già svolto un ruolo importante nella creazione del memoriale, come il Consiglio della gioventù bavarese, l'Associazione dei sinti e dei rom in Baviera e il DGB bavarese.
Fino al 2010 la Fondazione è stata finanziata esclusivamente dallo Stato libero di Baviera (2,4 milioni di euro nel 2010). A partire dal 2010 il governo federale ha contribuito con 1,2 milioni di euro all'anno. Altri fondi vengono raccolti attraverso le tariffe dei parcheggi, le donazioni e le attività delle comunità religiose, degli sponsor privati e delle associazioni a sostegno. La richiesta del figlio del fondatore, nonché capo del Comité International de Dachau, Pieter Dietz de Loos di far pagare l'ingresso al sito è stata ampiamente osteggiata.
Tra il 1985 e il 2009 sono stati pubblicati i "Libretti di Dachau", disponibili anche presso il memoriale.
Il lavoro del memoriale dipende da personale onorario, perciò vengono organizzati corsi di formazione per relatori, che consentono a chi li ha completati di condurre le visite guidate al sito. Ogni mese i relatori si incontrano per scambiare esperienze; si svolgono regolarmente anche discussioni con testimoni contemporanei.

### Diregenza
Ruth Jakusch, un'emigrata ebrea che lavorò come interprete per l'esercito degli Stati Uniti dopo la fine della seconda guerra mondiale e durante il processo di Dachau, contribuì all'allestimento dell'esposizione a partire dal 1962 e ne fu direttrice fino al 1975. Barbara Distel andò in pensione nel 2008 dopo 33 anni di direzione; il suo successore è Gabriele Hammermann.

Monumenti sacri nella parte settentrionale del complesso
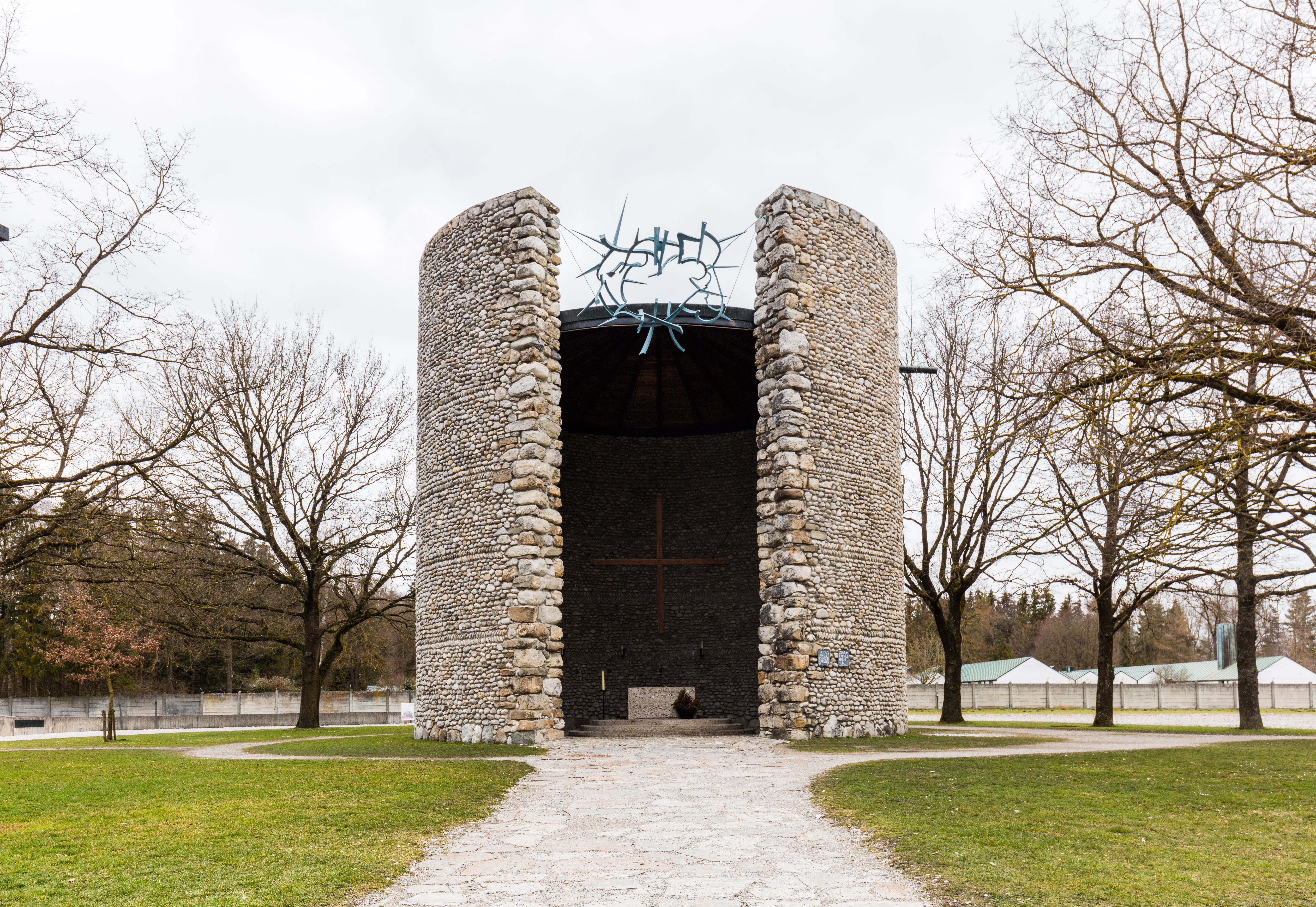
La Cappella "Todesangst-Christi" cattolica (1960)
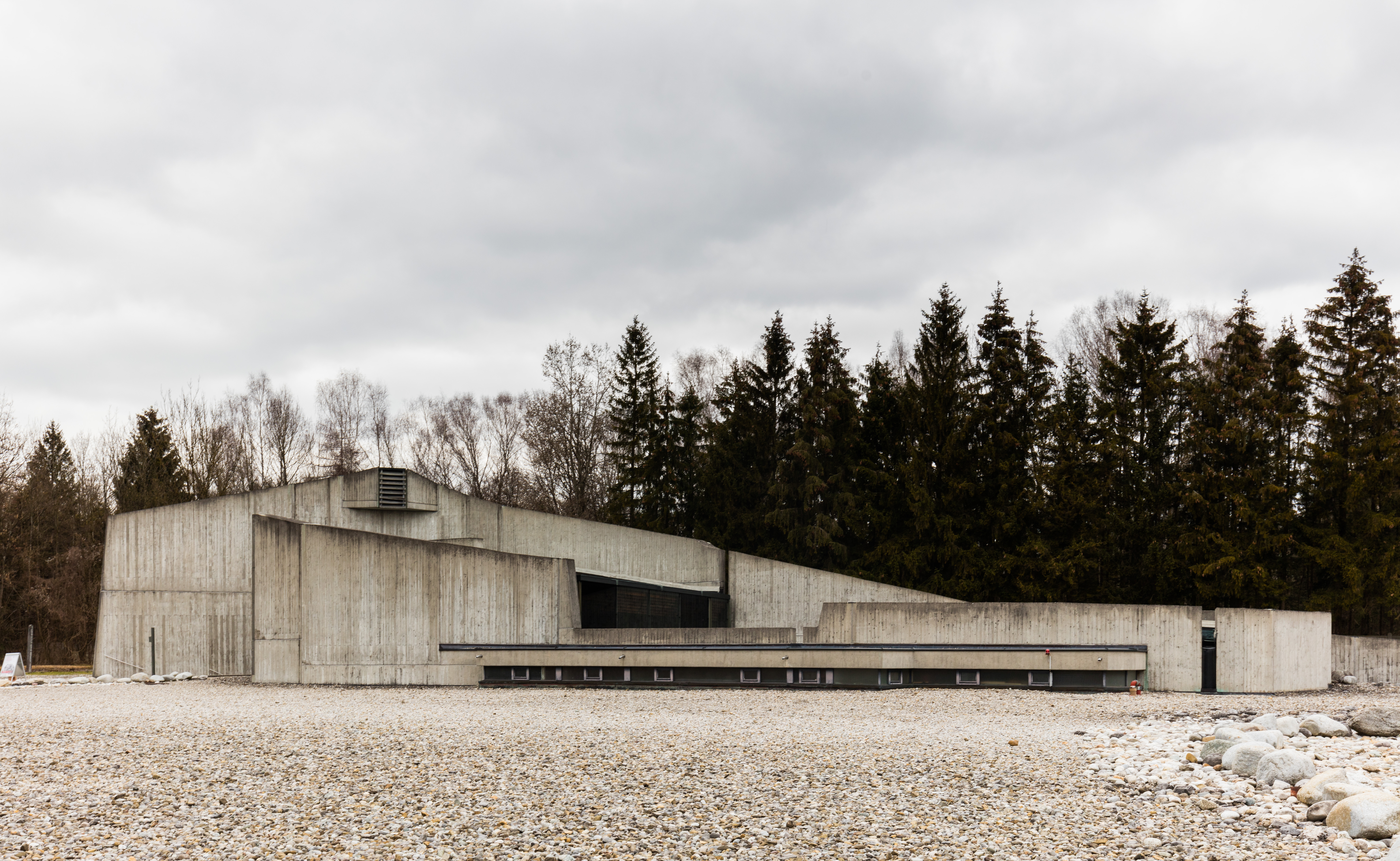
Chiesa protestante della riconciliazione (1967)
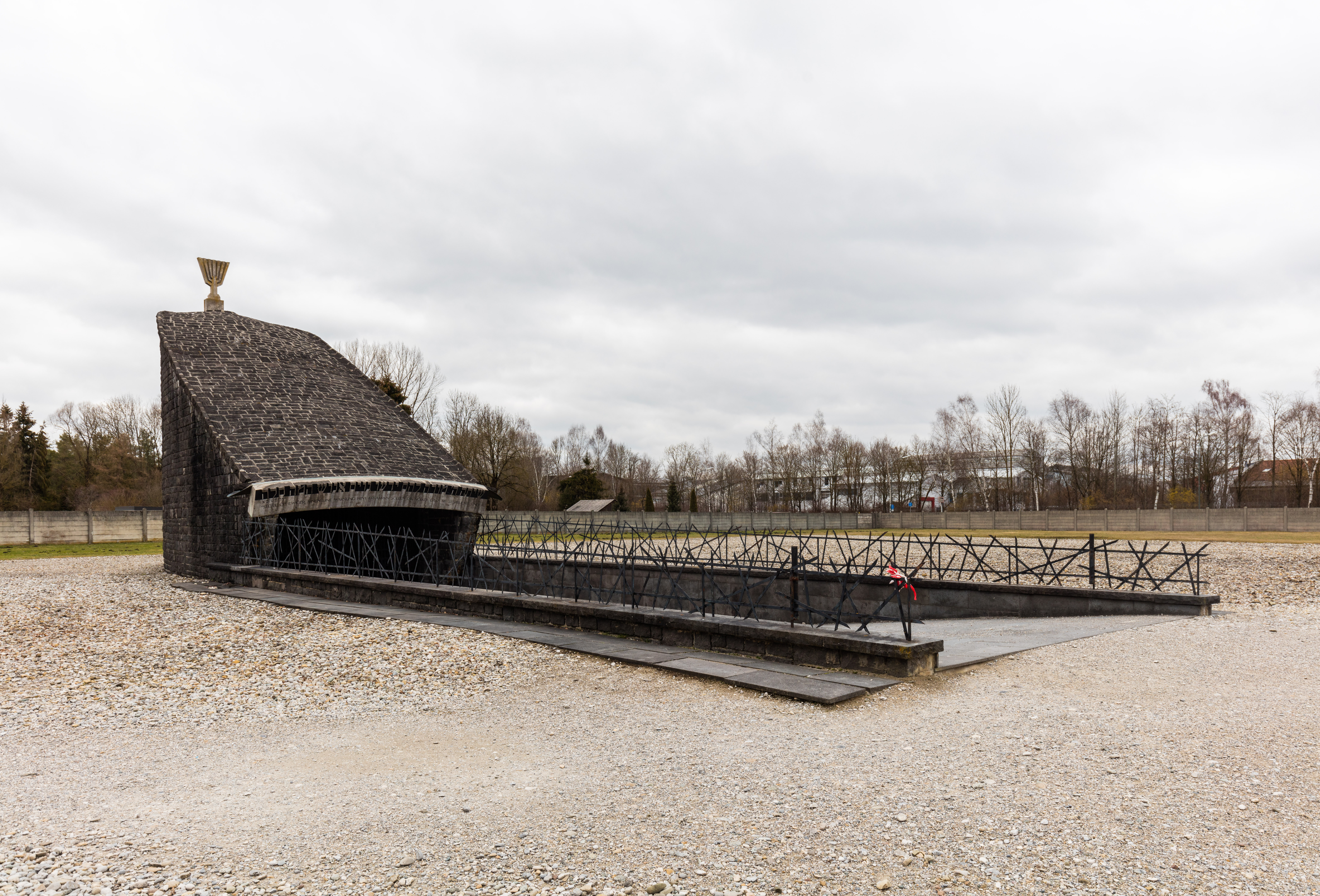
Memoriale ebraico, progetto di Hermann Zvi Guttmann (1967)
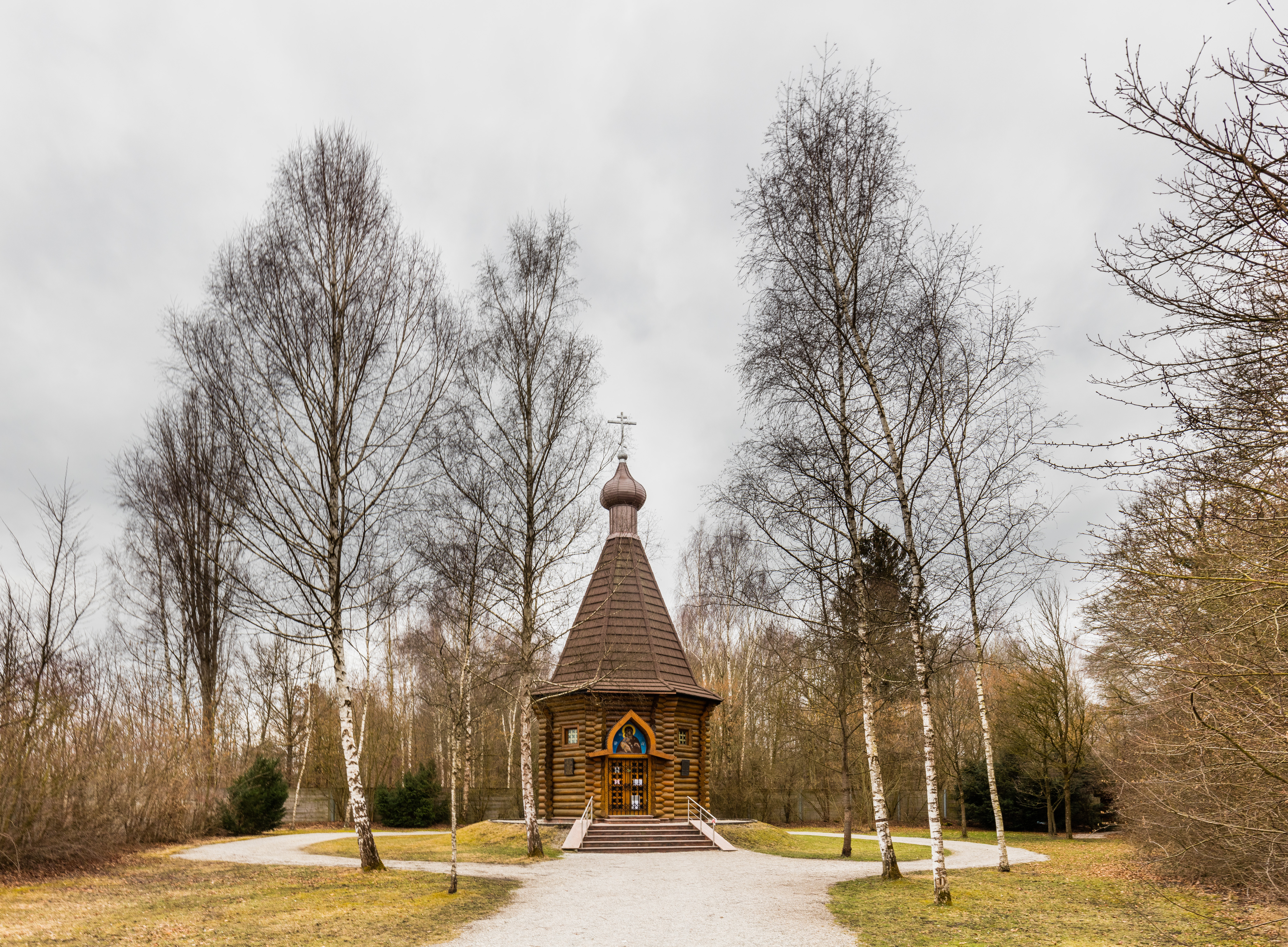
Cappella ortodossa russa "Resurrezione di Nostro Signore" (1995)
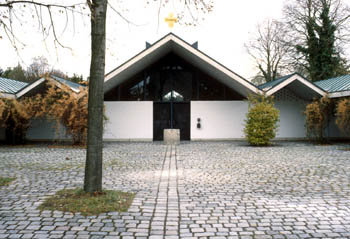
Convento Carmelitano del Santo Sangue, cortile interno (1964)

## Memoriali e siti commemorativi al di fuori del campo principale

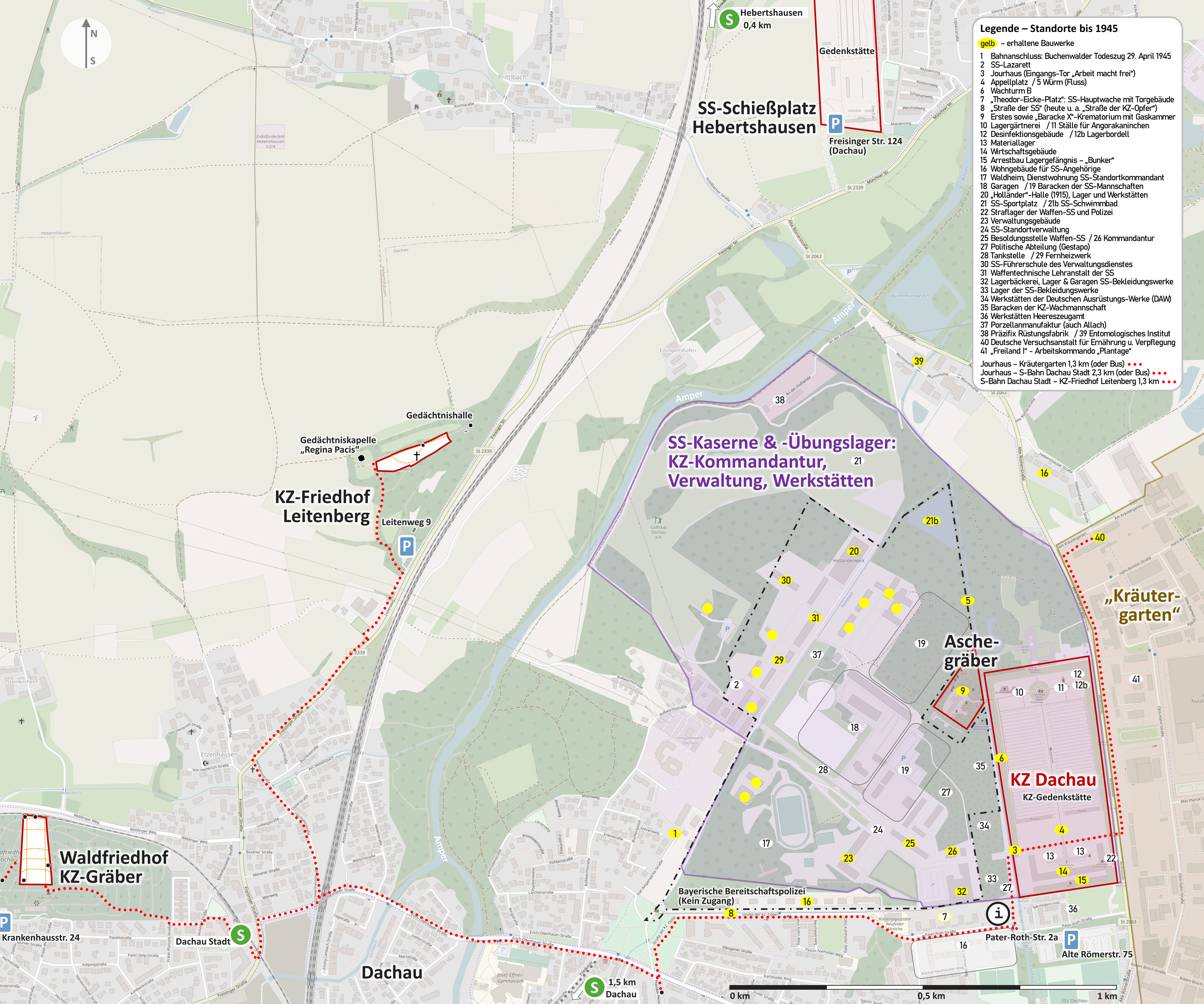
Pianta del sito - panoramica fino al 1945 e cimiteri del campo di concentramento.

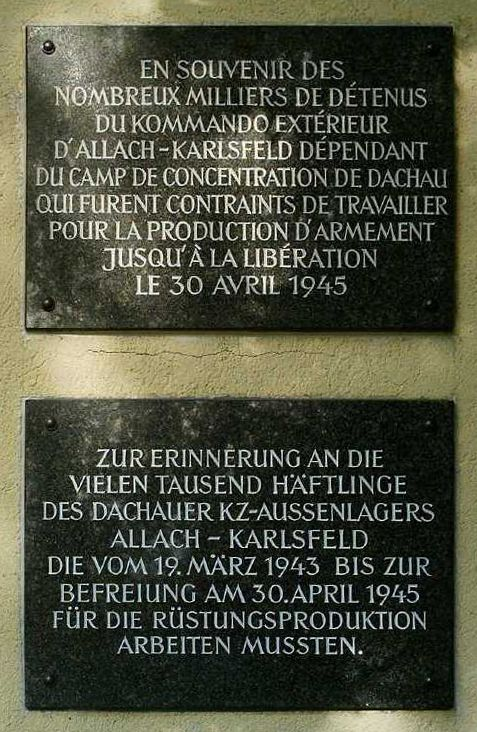
Targa commemorativa per gli ex prigionieri del campo satellite di Allach.

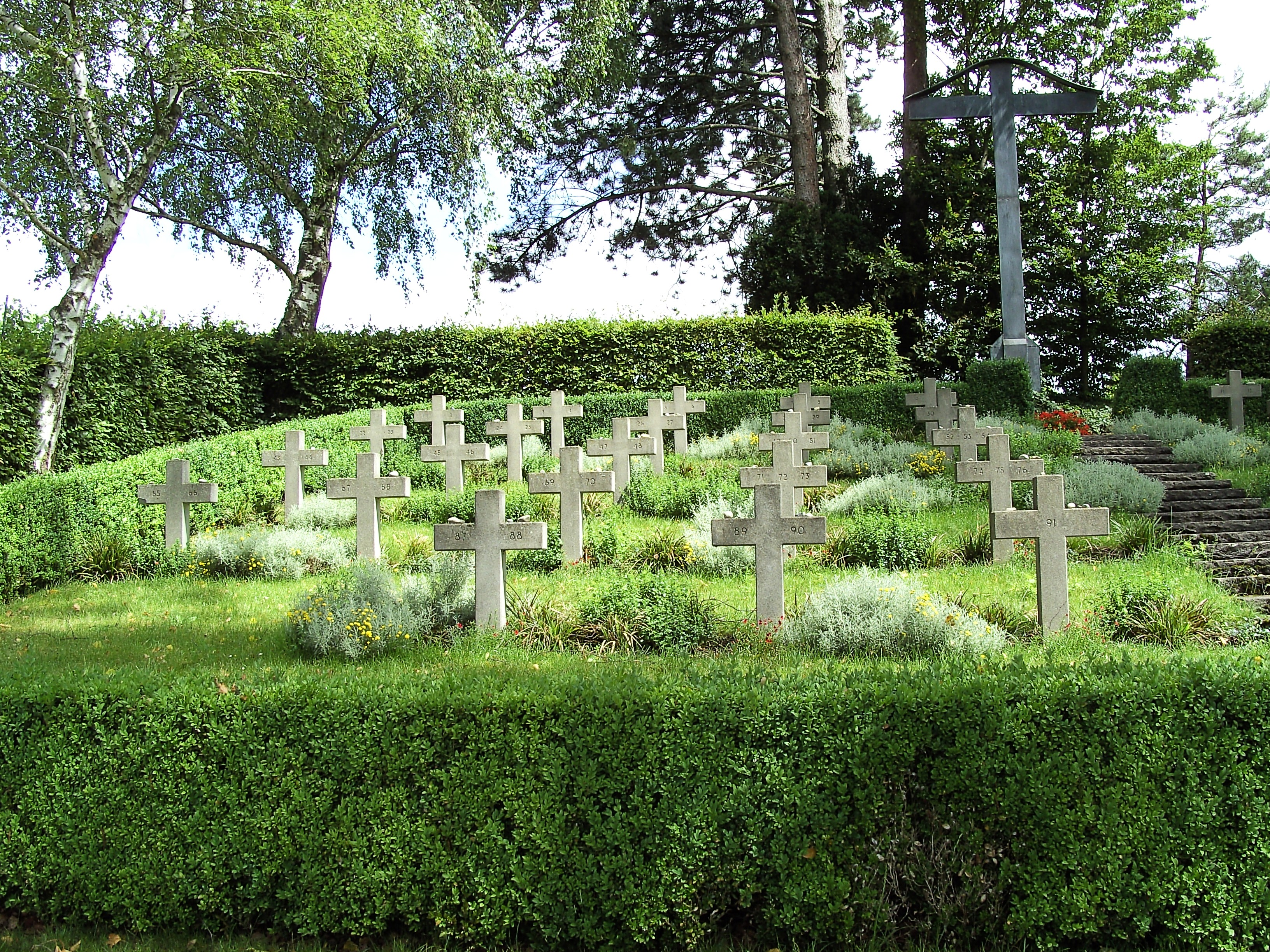
Cimitero del campo di concentramento di Birnau, ex sottocampo di Überlingen-Aufkirch, sul lago di Costanza, uno dei 169 sottocampi di Dachau.

### Altri siti commemorativi (marcia della morte e sottocampi)
Prima che il campo di concentramento di Dachau venisse liberato, numerosi prigionieri dei campi di concentramento furono condotti verso le Alpi e molti di essi morirono durante le marce della morte. Lungo il percorso furono erette 22 sculture di Hubertus von Pilgrim.
Alcuni dei 169 sottocampi di Dachau hanno memoriali o targhe commemorative.

### Luoghi di memoria intorno al memoriale

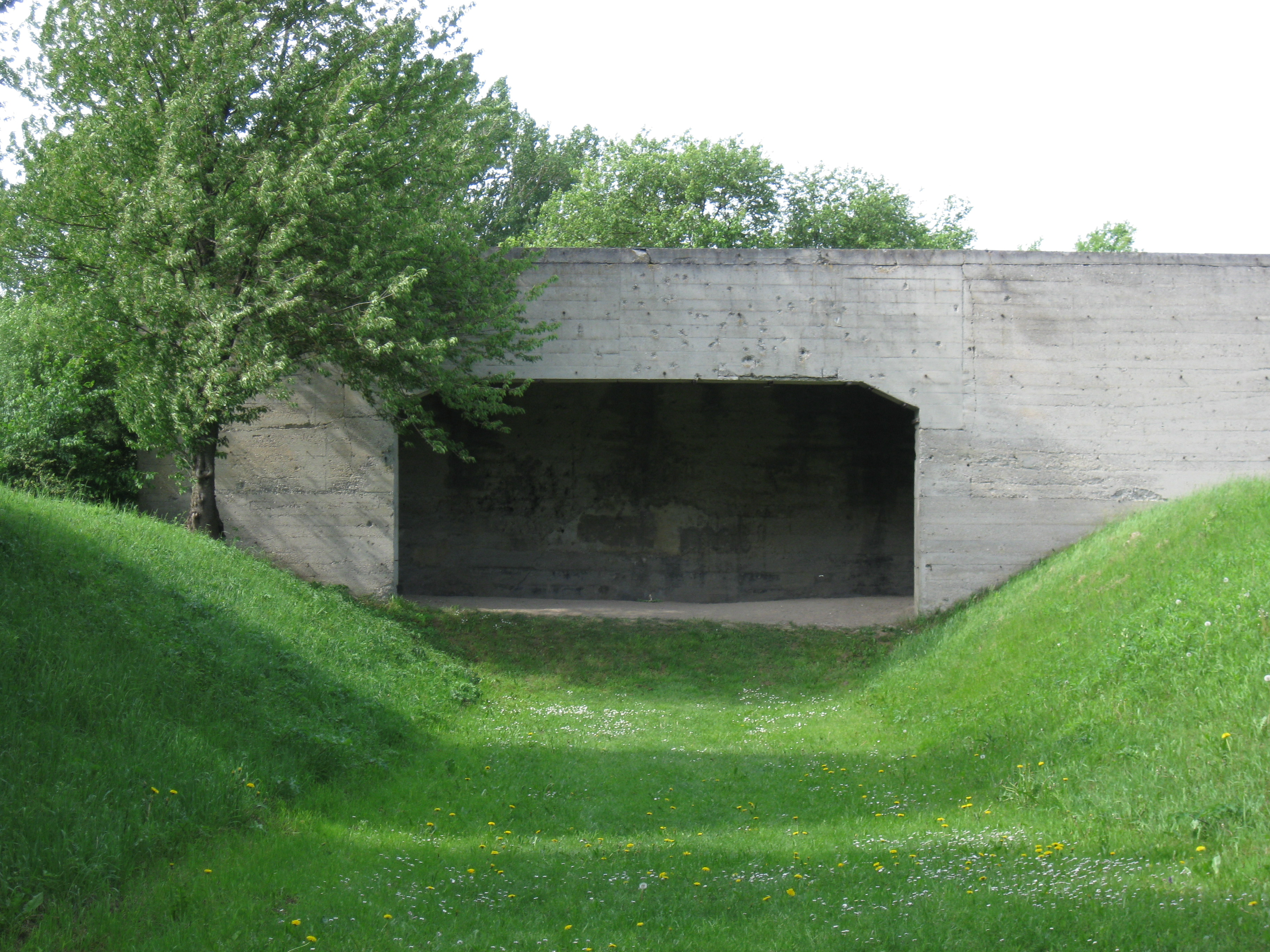
Poligono di tiro Hebertshausen delle SS
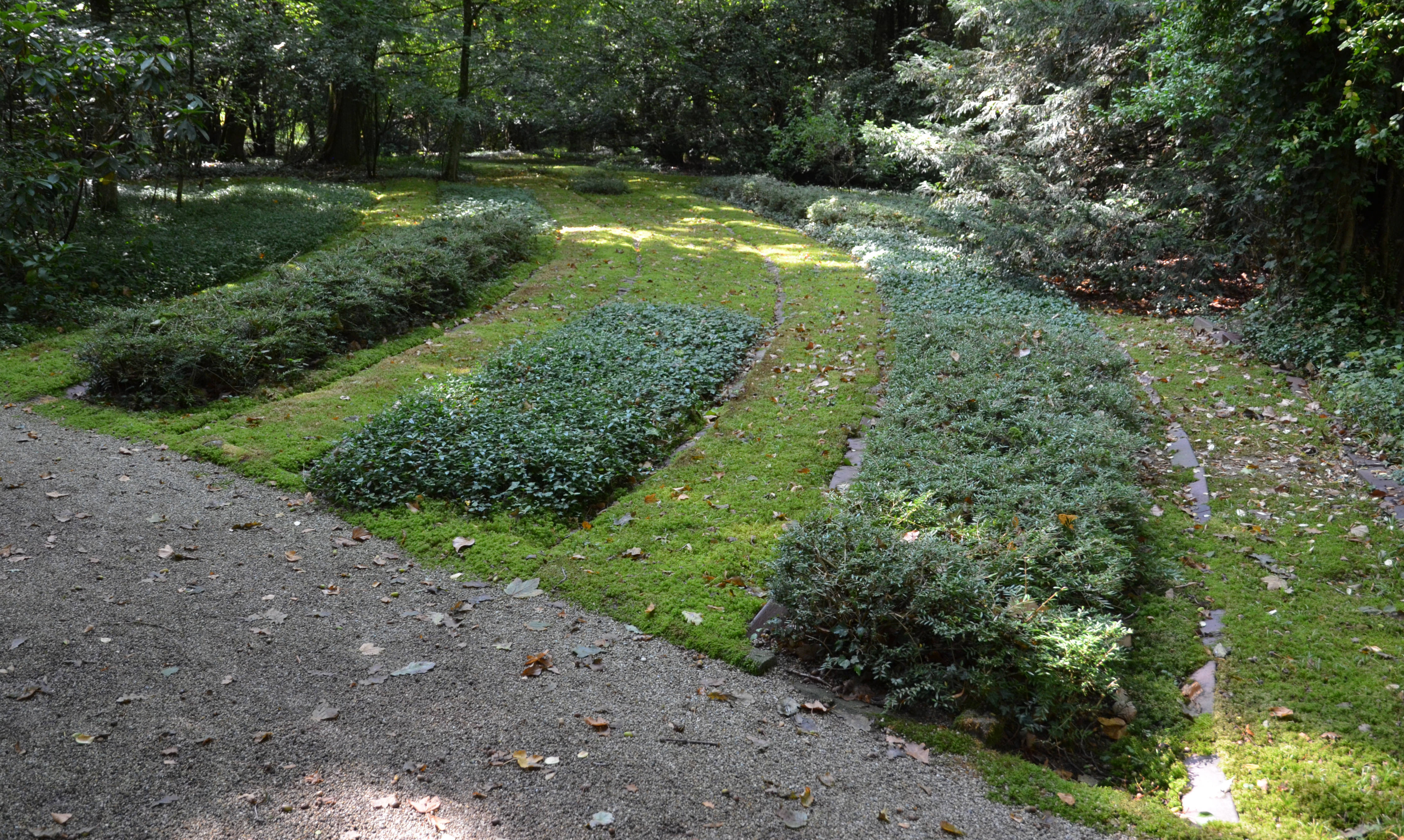
Cimitero del campo di concentramento di Dachau-Leitenberg (Leitenweg 9, con la cappella Regina Pacis)
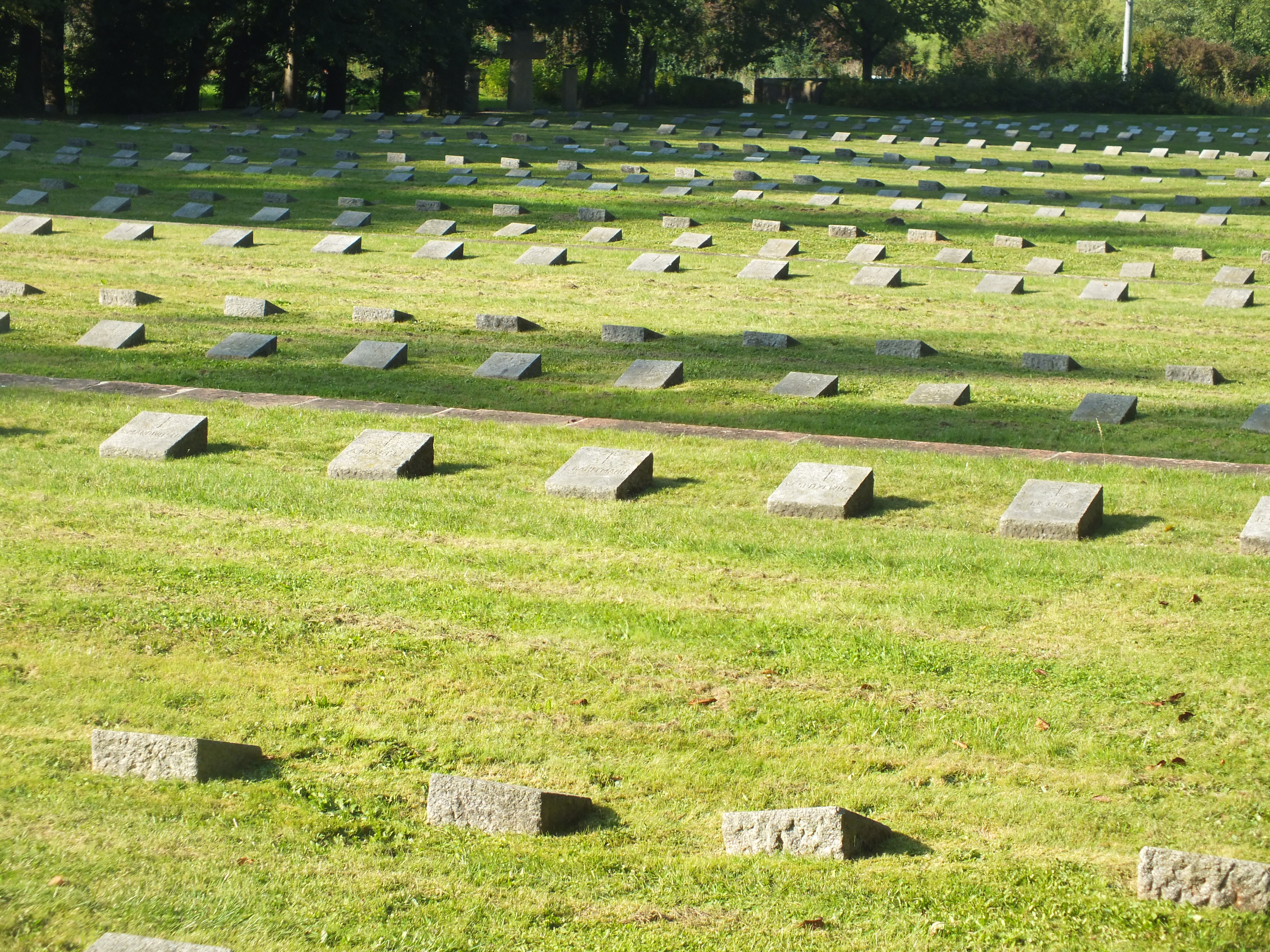
Tombe nel cimitero nella foresta di Dachau.
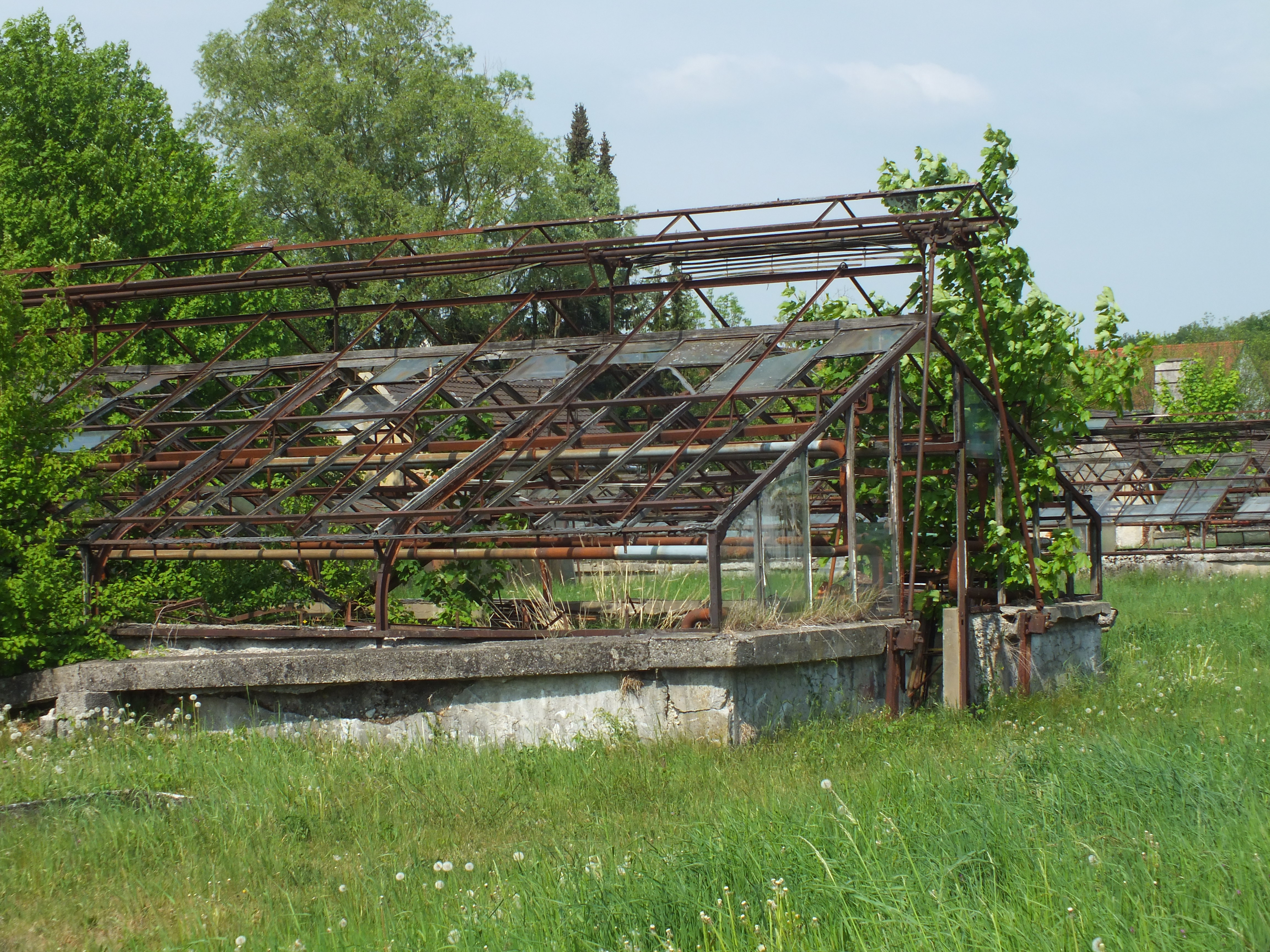
"Kräutergarten" Dachau
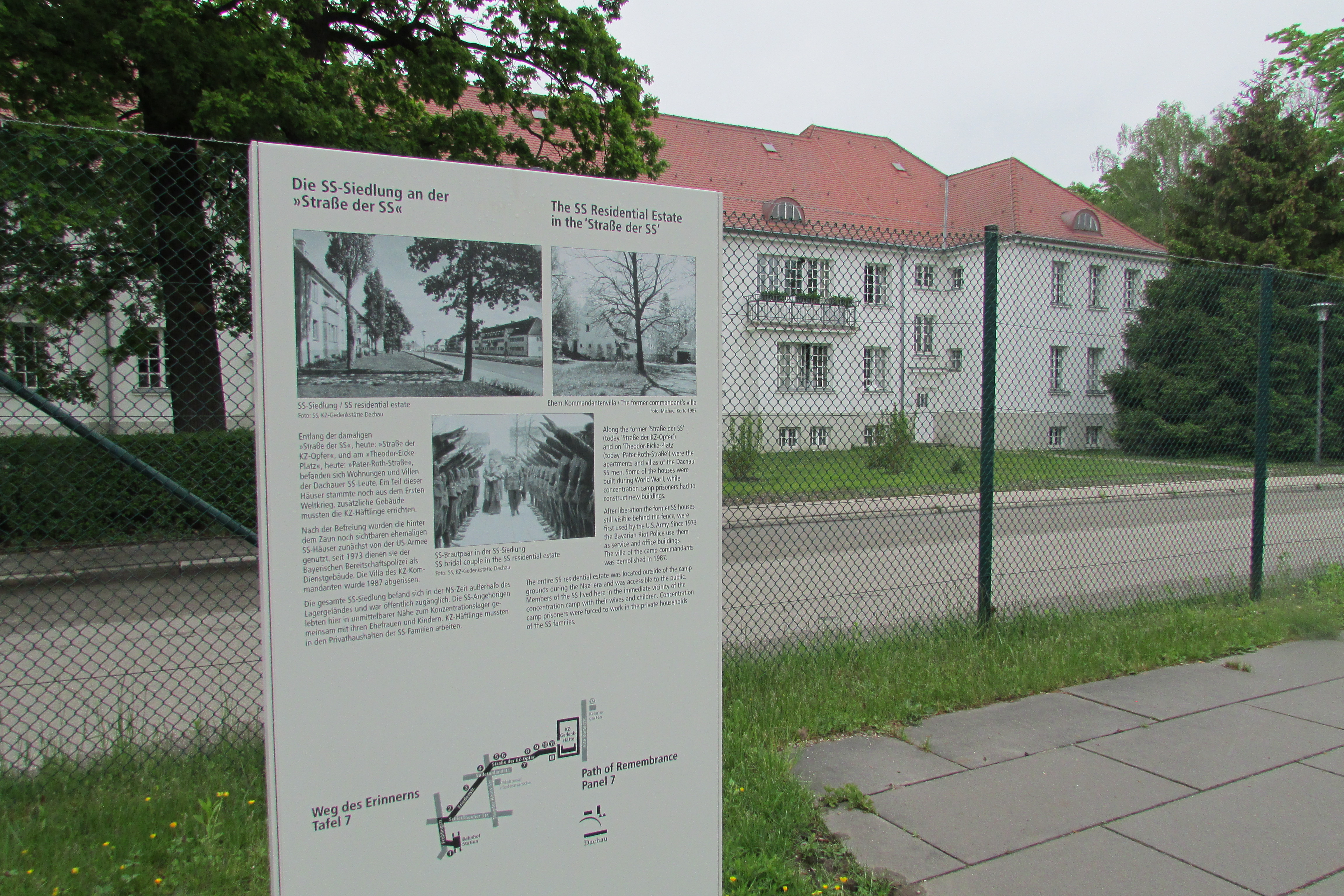
Insediamento SS sulla ex "Straße der SS" (oggi "Straße der KZ-Opfer")
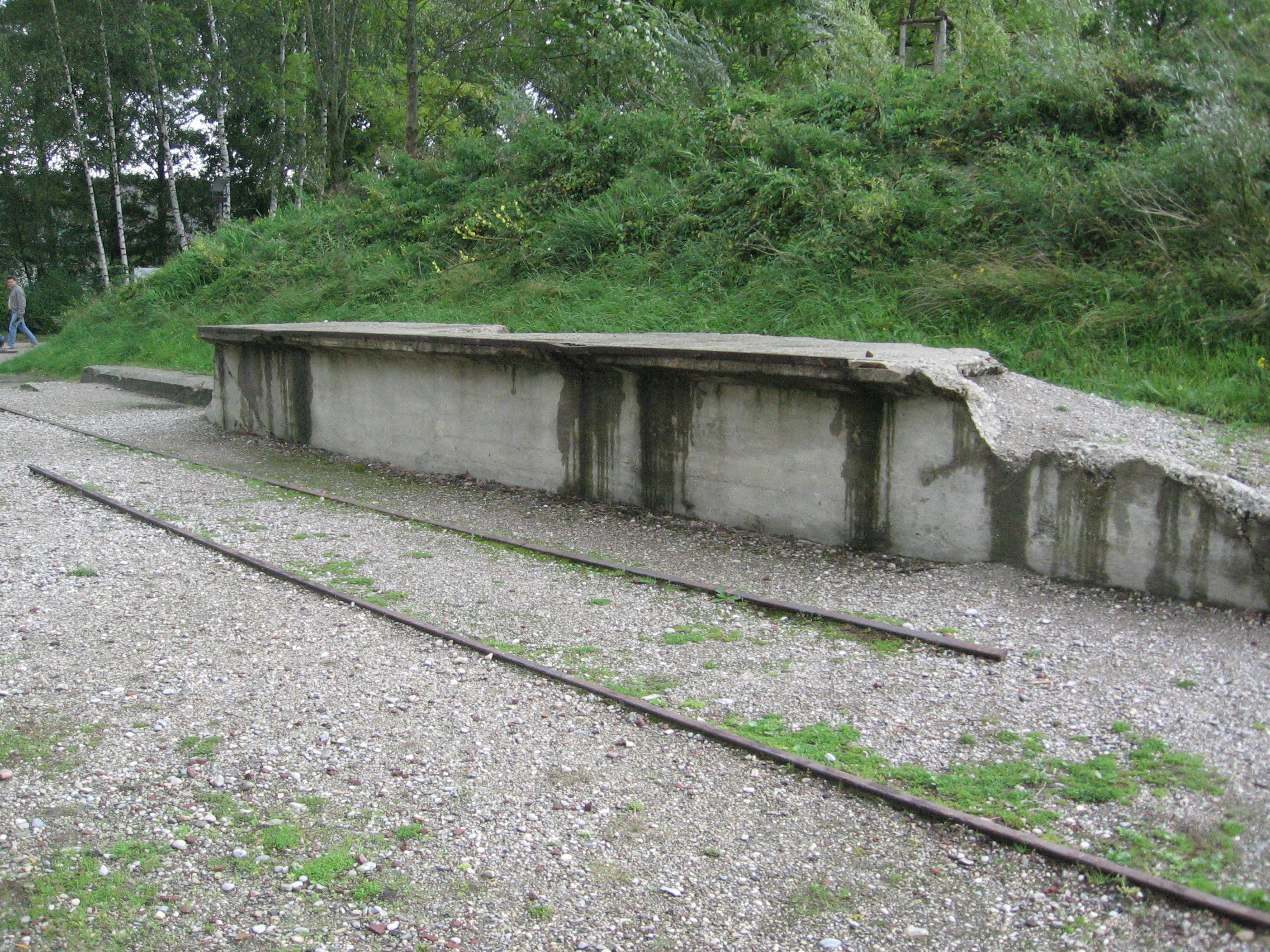
Due rampe ferroviarie: a) Treno della morte da Buchenwald b) Foto sulla strada per l'ex campo (a ovest della Jourhaus)
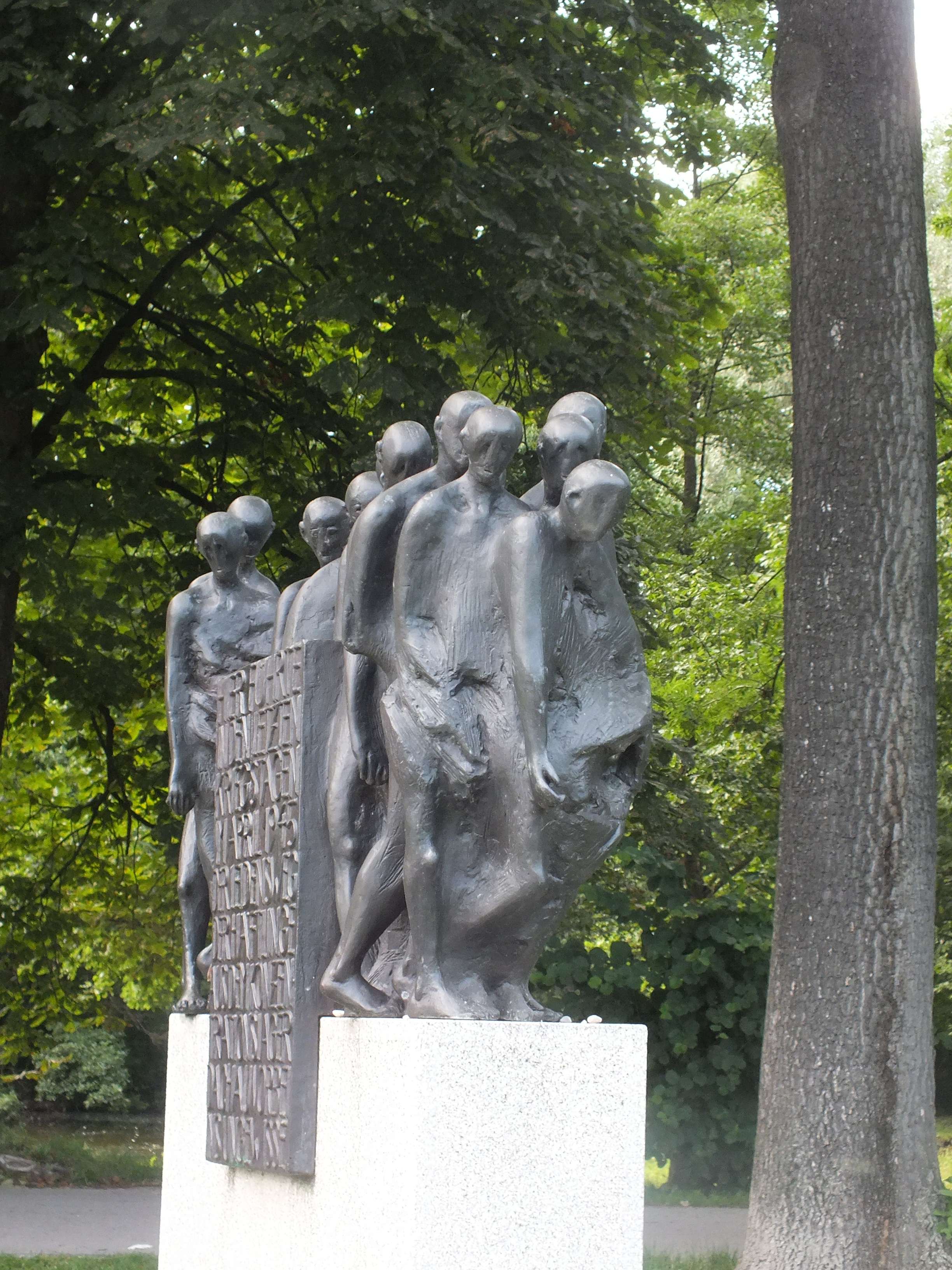
Memoriale della Marcia della morte, bronzo di Hubertus von Pilgrim

Il "Sentiero della Memoria" fu inaugurato nel marzo 2007. È costeggiato da dodici pannelli informativi lungo il percorso che va dalla stazione ferroviaria di Dachau al Memoriale. I pannelli rammentano il significato storico del percorso, lungo il quale veniva portata al campo la maggior parte dei prigionieri. La camminata di tre chilometri dura circa 45 minuti.
I pannelli illustrano anche il rapporto tra i prigionieri e la città di Dachau, indicano le tracce lasciate a Dachau dal regime nazista. È ancora visibile la massicciata ferroviaria, sulla quale passavano treni carichi di prigionieri, spesso sfruttati per costruire strade pubbliche lungo i binari. L'ultimo tratto conduce dall'ex caserma delle SS fino all'attuale memoriale del campo.

## Critiche alla cultura del ricordo di Dachau
Diversi autori hanno criticato la cultura della memoria, specificamente nei luoghi del ricordo della storia del nazionalsocialismo.
Lo storico K. Erik Franzen commenta in un articolo su Dachau che alla topografia del sito è stato dato un orientamento fortemente religioso attraverso la costruzione di vari luoghi sacri della memoria con l'idea guida della riconciliazione cristiana. «Il luogo "autentico" si è quasi dissolto nel corso della gestione del passato - se esistono luoghi autentici».
La studiosa di letteratura e sopravvissuta all'Olocausto Ruth Klüger, nella sua autobiografia Weiter leben. Eine Jugend, ha usato l'esempio di Dachau per contestare l'idoneità dei siti commemorativi come luoghi di apprendimento e musei. "Dachau era così pulita e ordinata che sembrava quasi invitante, ricordava un campo di vacanza piuttosto che una vita torturata". In una conversazione sulla crescente memorializzazione del ricordo ha affermato che "il pathos e il kitsch" oscurano la visione della realtà e non rendono giustizia alle vittime. Aleida Assmann ha commentato che per Klüger i "luoghi musealizzati del ricordo" erano diventati "ricordi da copertina".

## Nella cultura di massa

### Film
- Christian König: Der Dokumentarfilm „KZ Dachau“. Entstehungsgeschichte – Filmanalyse – Geschichtsdeutung. In der Reihe Dachauer Diskurse, Bd. 4. 2010, ISBN 3-8316-0966-7 (178 Seiten).